# إرفينغ سمول
إرفينغ سمول (بالإنجليزية: Irving Small) هو لاعب هوكي الجليد أمريكي، ولد في 19 يوليو 1891 في كامبريدج في الولايات المتحدة، وتوفي في 12 ديسمبر 1955 في مونروفيا في الولايات المتحدة.

## وصلات خارجية
- إرفينغ سمول على موقع EliteProspects.com (الإنجليزية)
- إرفينغ سمول على موقع Eurohockey.com (الإنجليزية)
- إرفينغ سمول على موقع اللجنة الأولمبية الدولية (الإنجليزية)
- إرفينغ سمول على موقع أوليمبيديا (الإنجليزية)